# Florin Ștefan
Florin Bogdan Ștefan (sinh ngày 9 tháng 5 năm 1996) là một cầu thủ bóng đá người România thi đấu cho Sepsi Sfântu Gheorghe ở vị trí hậu vệ.